# Sworzeń królewski

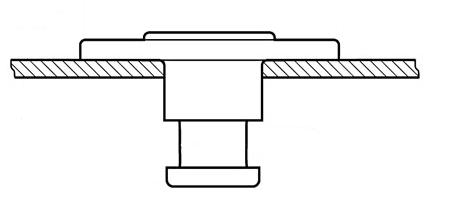
Sworzeń królewski – widok z boku

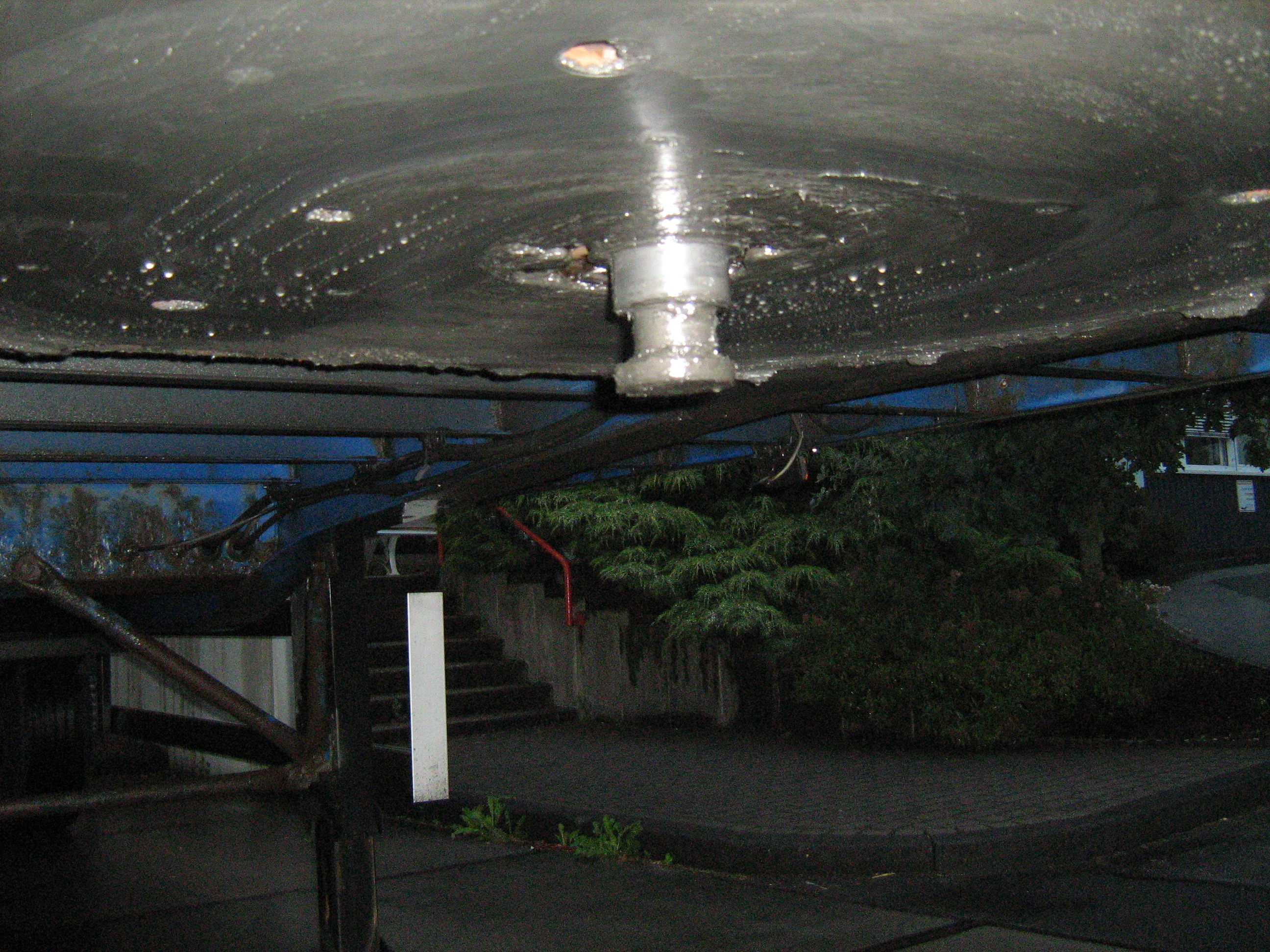
Sworzeń królewski w naczepie

Sworzeń królewski, trzpień królewski – typ sworznia kształtowego z łbem walcowym. Stanowi element konstrukcyjny dla połączeń typu np. naczepa – ciągnik siodłowy. Drugim elementem konstrukcyjnym dla tego typu połączeń jest siodło zamontowane na ramie ciągnika siodłowego.